# Лобанёвка
Лобанёвка — исчезнувшая деревня в Городокском районе Витебской области Белоруссии.
Находилась в 3 верстах к востоку от современной деревни Марченки на южном берегу озера Завесно.

## История
Деревня отмечена на карте середины XIX века, в Списке населённых мест Витебской губернии 1906 года (стр.79 №39), на картах РККА 1930-х годов и топографической карте начала 1980-х годов.